# Rashid Ṭaliʽa
Rashid Ṭaliʽa (en arabe: رشيد طليع), né en 1877 dans l'actuel Liban, à l'époque dans l'Empire Ottoman et mort le 17 septembre 1926 dans l'actuel Syrie, est un homme politique qui fut premier ministre de l'Émirat de Transjordanie. Il est la première personne à occuper ce poste.